# 陳鈞 (光緒進士)
陳鈞（1874年—1931年7月31日），字鹤亭，雲南石屏人，清末民初政治人物，实业家，同進士出身，历任湖北省天门、黄陂、宜都等县令；辛亥革命后返回云南，历任云南都督府参事、云南省内务司司长、个碧铁路公司总理、蒙自道尹等职。

## 生平
清同治十三年（1874年），陈钧出生于云南省臨安府石屏州宝秀郑营村。光绪十七年（1891年）参加乡试并中举。光绪二十九年（1903年）参加癸卯補行辛丑壬寅恩正併科殿試，登進士三甲第9名，获同進士出身，同科应试举人中进士的袁嘉谷、胡商彝二人也是石屏人，并称“石屏末科三进士”。同年閏五月，著交吏部掣签分发各省，以知县即用。后赴日本考察政治，回国后曾任湖北天门县令、黄陂县令、宜都知县等职:97。
1911年辛亥革命后，陈钧回乡闲居。1912年，陈钧任富滇银行协理。1913年，被云南军都督府都督蔡锷征为参事，后任云南省内务司长。1914年，被唐继尧任命个碧石铁路总理，负责铁路修建，陈在任上将该铁路改为民营商办，使其成为全国首条民营铁路。1915年，陈钧调任省财政厅长兼盐运司长，1916年3月开始兼任富滇银行总理，至1916年7月离任:95。1922年，被任命为个旧锡业公司总经理。1925年，调任蒙自道尹。1928年，被选举为云南省政府委员，1929年任满后被聘任为省政府高等顾问官:97。
1931年7月31日（农历六月十七日），陈钧在昆明病逝，享年58岁:97。

## 相关
陈钧一生热衷兴学，光绪三十二年（1906年）创建郑营两等小学。1922年，倡导兴建石屏中学:97。